# Johann Kaspar Deust
Johann Kaspar Deust (* 1740 in Deutmannsdorf, Landkreis Löwenberg in Schlesien; † 15. August 1790) war ein evangelischer Pfarrer und trat als Sprachwissenschaftler hervor.

## Leben
Deust war Sohn eines Häuslers. Er wollte zunächst Organist werden, konnte aber mit Unterstützung eines Pfarrers und anderer Gönner die Lateinschule in Hirschberg besuchen und seit 1761 Theologie in Halle an der Saale studieren. Er trat aus Geldmangel als Hofmeister in den Dienst des Hofrats und Professors Seinecii in Liegnitz. Später wechselte er in den Dienst des Hofrates Müller. Er übernahm 1774 eine Pfarrstelle in Kolzig im späteren Landkreis Glogau. Im Jahr 1779 heiratete er.

## Veröffentlichungen
- Heynatzische Deutsche Sprachlehre zum Gebrauch der Schulen, oder Anmerkungen über die selbe mit einer Zugabe un deinem Inhalte, Teil 1 und 2, Verlag David Siegert, Liegnitz 1773 – Teil 3, 1776
- Beilage zu Herr Heynatzens Briefen, die deutsche Sprache betreffend, Verlag David Siegert, Liegnitz 1775